# Lettera 22
La Lettera 22 est une machine à écrire mécanique portable de la firme Olivetti. Ce produit a connu un énorme succès dans les années 1950, et a reçu des prix aussi bien en Italie (Compasso d'Oro en 1954) qu'à l'étranger (meilleur produit de design du siècle selon l'Illinois Institute of Technology en 1959).

## Historique
La Lettera 22 est conçue en 1949 par le designer italien Marcello Nizzoli (it), collaborateur de l'usine d'Ivrée depuis 1938, en association avec l'ingénieur Giuseppe Beccio (it). Elle fait suite à l'Olivetti MP1, sortie en 1932, imaginée par Riccardo Levi (it) et dont le design est signé par les frères Adriano et Aldo Magnelli (it). Le style imaginé par Nizzoli tire son inspiration du travail de recherche réalisé pour la Lexikon 80[réf. nécessaire], et auquel le designer a collaboré. Elle est produite dans l'usine Olivetti située à Agliè.
Le musée de la Triennale de Milan conserve 6 modèles de Lettera 22 dans trois collections différentes[réf. nécessaire], y compris la permanente. Elle est également exposée au sein de la collection permanente de design du MoMA de New York.
Nombreux sont les écrivains et les journalistes à avoir trouvé dans la Lettera 22 une compagne idéale pour leurs journées de travail. Parmi eux, on peut citer notamment Philip Roth, Günter Grass, Cesare Marchi, Enzo Biagi, Will Self ou encore Indro Montanelli, qui ne se séparait jamais de la sienne.
D'autres pérsonalités ont aussi déclaré sa préférence pour la machine, parmi eux l'acteur Tom Hanks, et le poète et musicien Leonard Cohen.

## Description de la machine
Le clavier est incorporé à la carrosserie en aluminium. Le cylindre est encastré de manière à rester dans le cadre de la machine, exception faite du mécanisme d’activation qui dépasse du plan horizontal de la machine. Le levier de l'interligne ressort également, mais s’insère mieux à l’ensemble de la machine que pour la Lexikon, ceci afin de mieux répondre aux exigences de transportabilité et d’encombrement réduit. Elle est vendue accompagnée d’une mallette en carton ou similicuir dans le but de rendre le transport plus aisé. Le nombre de pièces a été réduit de 3 000 à 2 000 dans ce même but.
La machine mesure 8,3 × 29,8 × 32,4 cm ce qui la rendait, malgré un poids d’environ quatre kilogrammes, particulièrement pratique à transporter par rapport aux standards de l’époque. La carrosserie donne une impression d’unité malgré la division de la coque en deux parties pour permettre le nettoyage des barres de caractères. Le remplacement du ruban d’écriture est facilité sur la Lettera 22 en comparaison des dispositifs existants.
La Lettera 22 est une machine à écrire avec leviers d’écritures. Chaque fois qu’une touche est pressée la barre de caractère correspondant vient taper sur le ruban à encre rouge ou noir. Derrière celui-ci est placée la feuille de papier sur lequel s’imprime le symbole désiré. Un petit levier situé à la droite du clavier peut être actionné afin de contrôler la position du ruban et ainsi choisir la couleur dans laquelle sera écrit le texte : noir, rouge ou sans encre (dans le cas où on utilise du papier carbone ou pour préparer les matrices d’encre utilisées dans les duplicateurs).
Le ruban bouge petit à petit à chaque pression et repart automatiquement dans la direction opposée lorsqu'il arrive au bout de l'une des deux roues. Deux mécanismes sensoriels placés près de ces dernières se déplacent lorsque le ruban se tend (ce qui indique qu’il est arrivé au bout) et fixent la roue au mécanisme de transport du ruban.
Le clavier est de type AZERTY, comme il est d'usage pour les machines italiennes (sans tenir compte des claviers modernes pour ordinateurs). Une version QWERTY a aussi été disponible pour le marché américain. Outre les touches d'écriture, le clavier comprend une barre d'espace, deux touches activant les majuscules temporairement, une touche le faisant de manière continue, une touche de retour en arrière et une touche de tabulation. Seule la touche de retour en arrière est signalé par un symbole (une flèche partant vers la droite) Les cinq autres ne comportent aucun signe distinctif,.

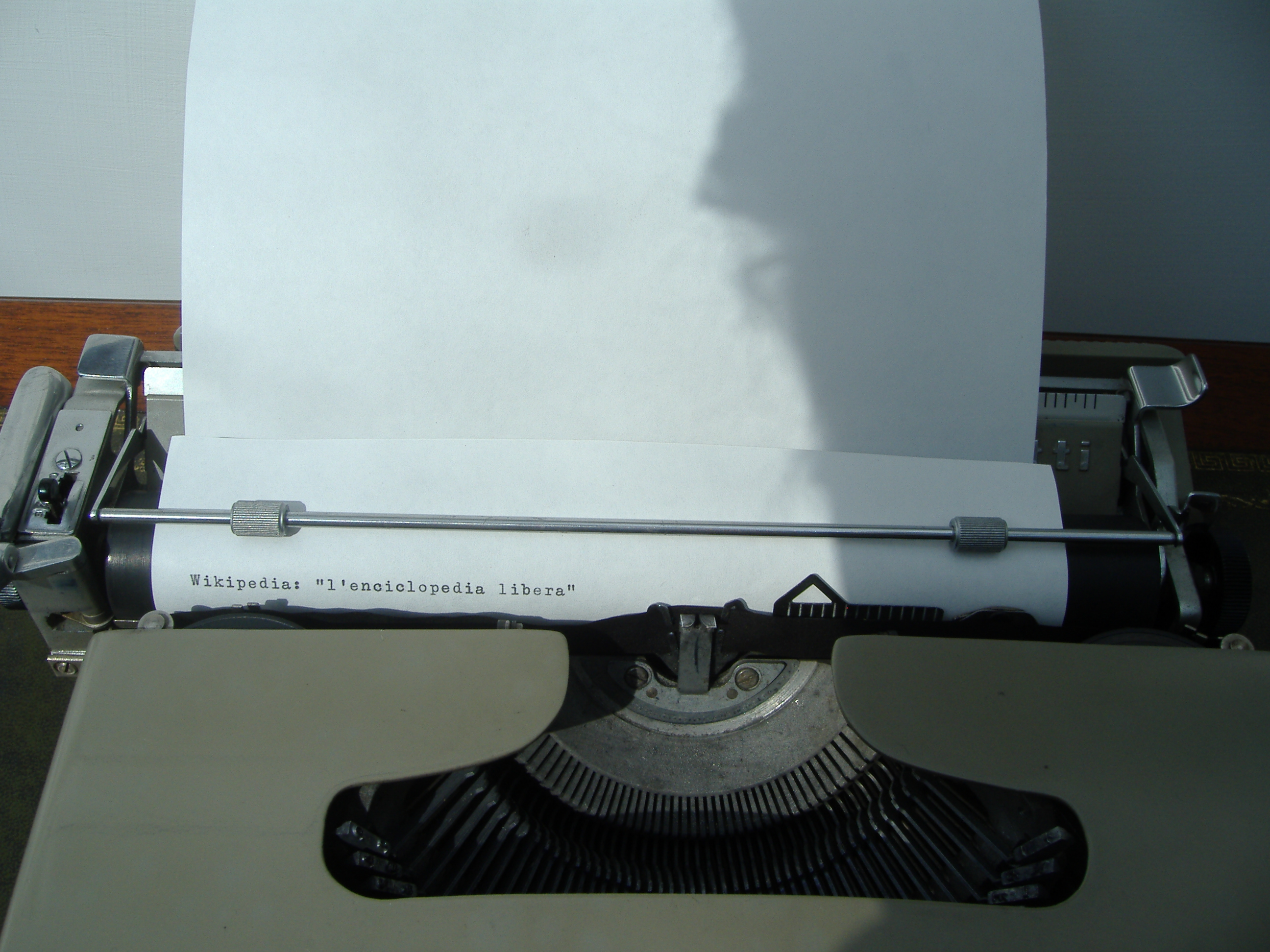
Exemple de texte rédigé avec la Lettera 22: "Wikipedia, l'enciclopedia libera"

L’ensemble des touches de caractères souffre d’un manque évident : il n’y a pas de touche permettant de taper un « 1 ». Il s'obtient en utilisant la lettre L minuscule ou le I(i) majuscule. Il en va de même pour le 0, que l'on peut cependant obtenir grâce à un O majuscule. Cela peut sembler étrange de nos jours, mais c'était une caractéristique commune à quasiment toutes les vieilles machines à écrire. Manquent également les touches permettant d'obtenir des voyelles majuscules accentuées, nécessaire dans l'écriture de la langue italienne.

## Conseils d'utilisation
Préparer la machine à écrire pour l'utilisation
Avant chaque utilisation, il faut respecter une certaine procédure. Tout d'abord, s’assurer que le levier de blocage du chariot est déverrouillé (positionné vers le haut). Ensuite, il faut placer le levier du retour de chariot et d’espacement entre les lignes en position de travail et vérifier que le levier de changement de couleur du ruban est positionné en mode bleu (ou rouge). Enfin, le sélectionneur d’interligne doit être en position 1, 2 ou 3 et les délimiteurs de marges aux deux bords opposés du chariot.
Comment insérer le papier
Pour insérer du papier, il faut relever le bloqueur et glisser la feuille derrière le cylindre. Ensuite, on tourne ce dernier jusqu’à ce que le papier émerge à l’avant. S’il est besoin de le redresser, le levier de serrage doit être orienté vers l’avant. Il suffit ensuite d’ajuster la position de la feuille et de remettre le levier dans sa position initiale. La machine est maintenant prête pour l’utilisation.

## Maintenance
L'Olivetti Lettera 22 ne demande pas un entretien important, quelle que soit la charge de travail qui lui est imposée. Mais naturellement, elle ne fournit un bon travail que si elle est traitée avec le soin que toute machine de ce genre mérite. Il faut notamment toujours remettre la machine dans son étui lorsqu'elle n’est pas utilisée. Ensuite, pour la garder dans le meilleur état possible, suivre quelques règles s'impose.
Nettoyage des caractères
Dès que la rédaction devient moins nette, il faut laver les caractères. On enlève le capot de la machine. On appuie ensuite sur la moitié gauche du clavier à pleine main afin de glisser un morceau de papier sous les barres de caractères relevées. Le papier supporte les caractères pendant le temps du nettoyage. Avec la brosse en nylon fournie dans le kit de nettoyage et trempée dans un bon liquide d’entretien de machine à écrire, il suffit de nettoyer chaque caractère. Ensuite, on les essuie un par un  et on enlève le papier tout doucement. On procède de la même manière avec l’autre moitié du clavier, en veillant bien à ce qu’aucune goutte du liquide d’entretien ou saleté ne tombe dans la machine ou n’adhère aux barres de caractères.
Nettoyage du cylindre
On utilise un linge blanc propre trempé au préalable dans de l'alcool à 90 °.
Nettoyage intérieur
Pour un entretien rapide, il faut tout d’abord détacher la plaque métallique sous la machine, avant de nettoyer les parties intérieures avec la brosse en poils doux fournie elle aussi dans le kit de nettoyage. Il est recommandé d’essuyer. Il est fortement conseillé de ne jamais huiler la machine : elle sort de l’usine prête pour une très longue période d’utilisation. Des huiles spéciales sont nécessaires et fournies uniquement dans certains cas.
Effacement

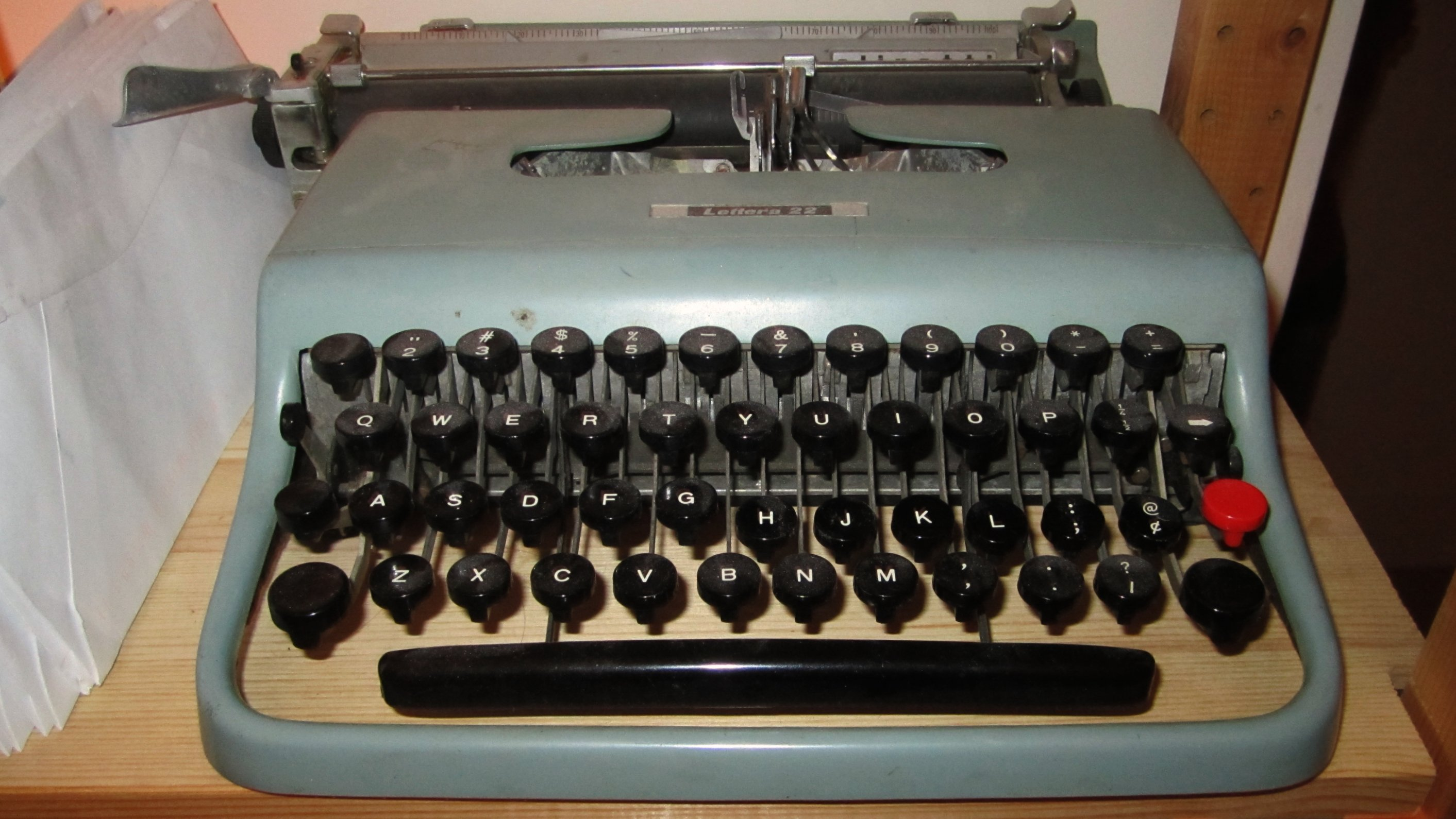
Clavier de la Lettera 22

Lors de l'effacement, bouger le chariot d'un côté à l'autre permettra de faire tomber de la corbeille (ensemble des barres de caractère) les particules de caoutchouc produites par les chocs répétés des barres de caractères sur le cylindre.
Feuille de soutien
Lorsqu'on rédige, il est conseillé de placer une feuille de papier en renfort derrière celle utilisée. Cela permet une meilleure impression et réduit l'usure du cylindre.

## Anecdotes
Lettera 22 est le titre du premier court-métrage du metteur en scène Rocco Triventi, vainqueur du Prix de la Critique et du Prix du jury populaire de la catégorie Courts-métrages italiens du VIIe festival du cinéma indépendant de Foggia en 2007. Le personnage Concetto Virri (interprété par Alfonso Errico) passe ses journées en solitaire à écrire 22 messages avec sa vieille machine à écrire : une Lettera 22.
Une série de sketchs du Gialappa’s Band (it) portent également le nom de la machine.